# Нурутдинов, Фоат Шайхутдинович
Фоат Шайхутдинович Нурутдинов (род. 1 ноября 1938 года, Нарат-Елга) — советский и российский тренер по лёгкой атлетике. Мастер спорта СССР (1968). Заслуженный тренер СССР (1991).

## Биография
Родился 1 ноября 1938 года в селе Нарат-Елга Чистопольского района Татарской АССР. Занимался десятиборьем. Чемпион ТАССР (1959—1965). В 1963 году окончил факультет физического воспитания Казанского государственного педагогического института.
С 1965 года работал тренером по лёгкой атлетике ШВСМ и старшим тренером облсовета ДСО «Труд» в Кургане. В 1975 году переехал Набережные Челны, где стал работать директором ДЮСШ № 3 спортклуба «КАМАЗ». В 1979 году перешёл на должность директора стадиона «Строитель», где работал до 1981 года, затем был тренером в различных спортивных организациях города. С 1985 по 1992 год был тренером ЦСК Спорткомитета Республики Татарстан. С 1989 по 1997 год возглавлял Федерацию лёгкой атлетики при Комитете по физической культуре, спорту и туризму Республики Татарстан.
С 1992 по 2004 год работал в филиале Волгоградского института физической культуры в Набережных Челнах — Камском институте физической культуры. Сначала был старшим преподавателем, а с 1995 года — доцентом кафедры лёгкой атлетики. С 2004 года работает педагогом дополнительного образования ГОУ КДЮФП «Дельфин».
Наивысших результатов среди воспитанников Нурутдинова добилась его дочь Лилия — олимпийская чемпионка 1992 года, чемпионка мира 1991 года.

## Награды и звания
- Почётное звание «Заслуженный тренер РСФСР» (1990).
- Почётное звание «Заслуженный тренер СССР» (1991).
- Медаль «80 лет Госкомспорта России» (2003).